# シャーロット・ホーネッツのチーム記録
シャーロット・ホーネッツチーム記録はNBAのシャーロット・ホーネッツのチーム記録である。
- 連勝=4(2005-06)、(2006-07)
- 連敗=13(2005-06)

## 通算得点
1. 12,009　ケンバ・ウォーカー
2. 9,839　デル・カリー
3. 7,437　ジェラルド・ウォレス
4. 7,405　ラリー・ジョンソン
5. 6,642　マイルズ・ブリッジズ（現役）
6. 5,974　テリー・ロジアー（現役）
7. 5,651　グレン・ライス
8. 5,531　マグシー・ボーグス
9. 5,311　レイモンド・フェルトン
10. 5,241　デビッド・ウェズリー

## 通算リバウンド
1. 3,516　エメカ・オカフォー
2. 3,479　ラリー・ジョンソン
3. 3,398　ジェラルド・ウォレス
4. 2,824　コディ・ゼラー（現役）
5. 2,627　マイルズ・ブリッジズ（現役）
6. 2,625　ビスマック・ビヨンボ（現役）
7. 2,388　マイケル・キッド＝ギルクリスト
8. 2,354　アンソニー・メイソン
9. 2,317　ケンバ・ウォーカー
10. 2,293　マービン・ウィリアムズ

## 通算アシスト
1. 5,557　マグシー・ボーグス
2. 3,308　ケンバ・ウォーカー
3. 2,573　レイモンド・フェルトン
4. 1,911　デイビッド・ウェズリー
5. 1,710　ラメロ・ボール（現役）
6. 1,605　バロン・デイビス
7. 1,553　ラリー・ジョンソン
8. 1,521　ニコラス・バトゥーム（現役）
9. 1,497　ブレビン・ナイト
10. 1,429　デル・カリー

## 通算ブロック(73-74シーズンより公式記録)
1. 684　アロンゾ・モーニング
2. 621　エメカ・オカフォー
3. 607　ビスマック・ビヨンボ（現役）
4. 531　ジェラルド・ウォレス
5. 484　エルデン・キャンベル
6. 315　コディ・ゼラー（現役）
7. 301　マイケル・キッド＝ギルクリスト
8. 295　P・J・ワシントン（現役）
9. 294　マイルズ・ブリッジズ（現役）
10. 287　マービン・ウィリアムズ

## 通算スティール(73-74シーズンより公式記録)
1. 1,067　マグシー・ボーグス
2. 827　ジェラルド・ウォレス
3. 799　ケンバ・ウォーカー
4. 747　デル・カリー
5. 565　レイモンド・フェルトン
6. 551　デイビッド・ウェズリー
7. 439　バロン・デイビス
8. 398　ケンドール・ギル
9. 355　ブレビン・ナイト
10. 347　テリー・ロジアー（現役）

## 出場試合
1. 701　デル・カリー
2. 632　マグシー・ボーグス
3. 605　ケンバ・ウォーカー
4. 467　コディ・ゼラー（現役）
5. 457　ビスマック・ビヨンボ（現役）
6. 454　ジェラルド・ウォレス
7. 433　マイケル・キッド＝ギルクリスト
8. 429　マービン・ウィリアムズ
9. 424　マイルズ・ブリッジズ（現役）
10. 399　レイモンド・フェルトン

## 3ポイントシュート（NBAでは79-80より公式記録）成功
1. 1,283　ケンバ・ウォーカー
2. 929　デル・カリー
3. 864　テリー・ロジアー（現役）
4. 732　マイルズ・ブリッジズ（現役）
5. 705　ラメロ・ボール（現役）
6. 681　マービン・ウィリアムズ
7. 536　P・J・ワシントン（現役）
8. 508　グレン・ライス
9. 496　ニコラス・バトゥーム（現役）
10. 431　デボンテ・グラハム（現役）

## フリースロー成功
1. 2,398　ケンバ・ウォーカー
2. 1,998　ジェラルド・ウォレス
3. 1,513　ラリー・ジョンソン
4. 1,418　アロンゾ・モーニング
5. 1,211　グレン・ライス
6. 1,011　デイビッド・ウェズリー
7. 1,008　デル・カリー
8. 995　ジェラルド・ヘンダーソン
9. 976　レイモンド・フェルトン
10. 975　エルデン・キャンベル

## 50得点以上
- 60得点　ケンバ・ウォーカー
- 52得点　ケンバ・ウォーカー
- 50得点　ラメロ・ボール

## その他
- シーズン平均得点 - グレン・ライスが記録した26.8
- 新人最多得点 - ブランドン・ミラーが記録した17.3

トリプル・ダブル
- 10回　ラメロ・ボール
- 7回　アンソニー・メイソン
- 5回　ニコラス・バトゥーム、ラリー・ジョンソン
- マグシー・ボーグスはNBA史上最も背の低い選手(160cm)である。
- 過去にノースカロライナ州シャーロットを本拠地としたチームにはシャーロット・ホーネッツがある。

## 主なアメリカ国籍以外の選手
- ブラデ・ディバッツ（セルビア）
- ジャマール・マグロア（カナダ）
- ウォルター・エルマン（アルゼンチン）
- プリモス・ブレゼッチ（スロベニア）
- ビスマック・ビヨンボ（コンゴ民主共和国）
- ニコラス・バトゥーム（フランス）
- マルコ・ベリネッリ（イタリア）
- トニー・パーカー（フランス）
- ニック・リチャーズ（ジャマイカ）
- カイ・ジョーンズ（バハマ）
- テオ・マレドン（フランス）
- スビ・ミハイリュク（ウクライナ）
- ネイサン・メンサ（ガーナ）
- ダービス・ベルターンス（ラトビア）
- バシリエ・ミチッチ（セルビア）